# Diocesi di Catamarca

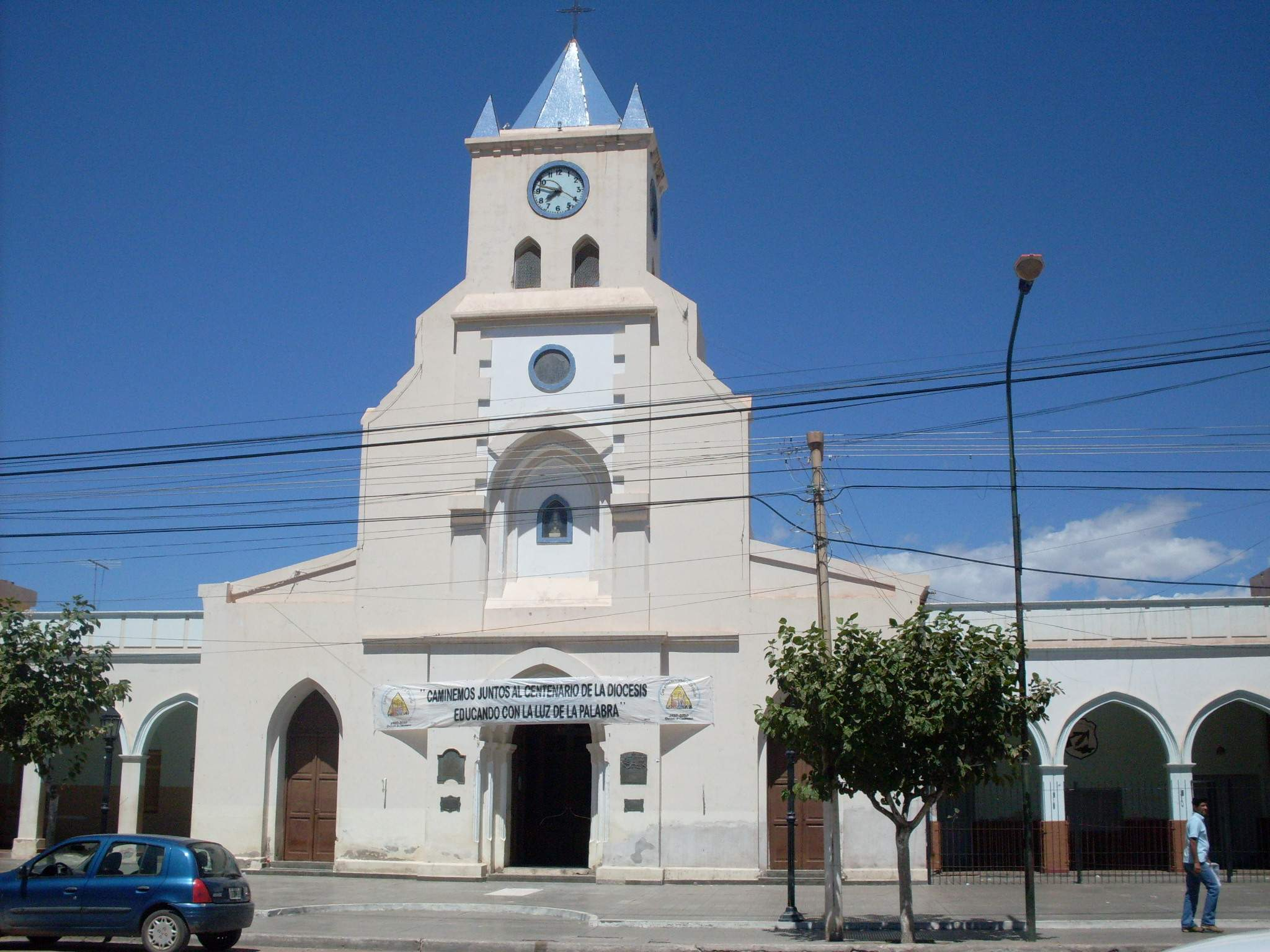
La chiesa parrocchiale di Tinogasta espone uno striscione per commemorare il centenario della diocesi.

La diocesi di Catamarca (in latino Dioecesis Catamarcensis) è una sede della Chiesa cattolica in Argentina suffraganea dell'arcidiocesi di Salta. Nel 2023 contava 342.000 battezzati su 393.282 abitanti. È retta dal vescovo Luis Urbanč.

## Territorio
La diocesi comprende quattordici dipartimenti della provincia di Catamarca: Ambato, Ancasti, Andalgalá, Belén, Capayán, Capital, El Alto, Fray Mamerto Esquiú, Santa Rosa, La Paz, Paclín, Pomán, Tinogasta e Valle Viejo.
Sede vescovile è la città di San Fernando del Valle de Catamarca, dove si trova la cattedrale di Nostra Signora del Valle.
Il territorio si estende su 68.765 km² ed è suddiviso in 31 parrocchie.

## Storia
L'erezione della diocesi di Catamarca fu decisa dalla Congregazione Concistoriale con decreto del 21 gennaio 1910 e canonicamente istituita con la bolla Sollicitudine di papa Pio X del 5 febbraio successivo, ricavandone il territorio dalla diocesi di Tucumán (oggi arcidiocesi).
Originariamente suffraganea dell'arcidiocesi di Buenos Aires, il 20 aprile 1934 è entrata a far parte della provincia ecclesiastica dell'arcidiocesi di Salta.
Il 22 maggio 1920 cedette alla diocesi di Salta il territorio del dipartimento di Los Andes nella provincia di Salta; il 2 luglio 1944 la diocesi di Catamarca acquisì dall'arcidiocesi di Salta il dipartimento di Antofagasta de la Sierra.
L'8 settembre 1969 ha ceduto una porzione del suo territorio a vantaggio dell'erezione della prelatura territoriale di Cafayate.

## Cronotassi dei vescovi
Si omettono i periodi di sede vacante non superiori ai 2 anni o non storicamente accertati.
- Bernabé Piedrabuena † (8 novembre 1910 - 11 giugno 1923 nominato vescovo di Tucumán)
- Inocencio Dávila y Matos † (7 luglio 1927 - 30 aprile 1930 deceduto)
- Vicente Peira † (20 ottobre 1932 - 11 marzo 1934 deceduto)
- Carlos Francisco Hanlon, C.P. † (13 settembre 1934 - 29 novembre 1959 deceduto)
- Adolfo Servando Tortolo † (11 febbraio 1960 - 6 settembre 1962 nominato arcivescovo di Paraná)
- Alfonso Pedro Torres Farías, O.P. † (25 settembre 1962 - 5 novembre 1988 deceduto)
- Elmer Osmar Ramón Miani † (19 dicembre 1989 - 27 dicembre 2007 dimesso)
- Luis Urbanč, dal 27 dicembre 2007

## Statistiche
La diocesi nel 2023 su una popolazione di 393.282 persone contava 342.000 battezzati, corrispondenti all'87,0% del totale.
| anno | popolazione | popolazione | popolazione | presbiteri | presbiteri | presbiteri | presbiteri                | diaconi | religiosi | religiosi | parrocchie |
| anno | battezzati  | totale      | %           | numero     | secolari   | regolari   | battezzati per presbitero | diaconi | uomini    | donne     | parrocchie |
| ---- | ----------- | ----------- | ----------- | ---------- | ---------- | ---------- | ------------------------- | ------- | --------- | --------- | ---------- |
| 1950 | 150.000     | 155.442     | 96,5        | 76         | 56         | 20         | 1.973                     |         | 21        | 70        | 16         |
| 1957 | 187.000     | 189.847     | 98,5        | 75         | 53         | 22         | 2.493                     |         | 26        | 71        | 21         |
| 1965 | 203.418     | 214.125     | 95,0        | 72         | 51         | 21         | 2.825                     |         | 23        | 84        | 24         |
| 1970 | ?           | 195.892     | ?           | 77         | 55         | 22         | ?                         |         | 26        | 75        | 25         |
| 1976 | 177.130     | 178.127     | 99,4        | 64         | 44         | 20         | 2.767                     |         | 24        | 50        | 24         |
| 1980 | 201.274     | 202.271     | 99,5        | 59         | 38         | 21         | 3.411                     |         | 25        | 60        | 24         |
| 1990 | 251.000     | 266.000     | 94,4        | 59         | 42         | 17         | 4.254                     | 1       | 19        | 69        | 23         |
| 1999 | 270.000     | 276.000     | 97,8        | 59         | 47         | 12         | 4.576                     |         | 13        | 64        | 24         |
| 2000 | 272.000     | 279.000     | 97,5        | 66         | 52         | 14         | 4.121                     | 1       | 15        | 63        | 24         |
| 2001 | 276.000     | 282.000     | 97,9        | 63         | 50         | 13         | 4.380                     | 1       | 14        | 52        | 24         |
| 2002 | 304.000     | 310.267     | 98,0        | 64         | 50         | 14         | 4.750                     | 1       | 15        | 52        | 26         |
| 2003 | 324.301     | 330.092     | 98,2        | 64         | 50         | 14         | 5.067                     | 1       | 15        | 53        | 27         |
| 2004 | 323.490     | 330.092     | 98,0        | 65         | 51         | 14         | 4.976                     | 1       | 15        | 50        | 27         |
| 2006 | 323.000     | 330.092     | 97,9        | 63         | 53         | 10         | 5.127                     | 1       | 11        | 40        | 27         |
| 2013 | 346.407     | 389.430     | 89,0        | 58         | 50         | 8          | 5.972                     | 1       | 11        | 27        | 28         |
| 2016 | 356.800     | 401.000     | 89,0        | 65         | 58         | 7          | 5.489                     | 1       | 7         | 27        | 29         |
| 2019 | 329.700     | 350.970     | 93,9        | 55         | 50         | 5          | 5.994                     | 2       | 9         | 28        | 31         |
| 2021 | 336.000     | 357.660     | 93,9        | 55         | 50         | 5          | 6.109                     | 2       | 7         | 22        | 31         |
| 2023 | 342.000     | 393.282     | 87,0        | 60         | 56         | 4          | 5.700                     | 2       | 5         | 23        | 31         |